# Георгіос Кафантаріс
Георгіос Кафантаріс (грец. Γεώργιος Καφαντάρης; 13 жовтня 1873 — 28 серпня 1946) — грецький політичний діяч, прем'єр-міністр країни.

## Життєпис
Народився в містечку Фрайкіста (нині — один з районів муніципалітету Аграфа).
9 січня 1919 року став членом уряду Венізелоса на посаді міністра сільського господарства. Невдовзі між прем'єром та Кафантарісом почались суперечки стосовно участі грецької армії в невдалій війні проти турків. Венізелос прийняв його відставку 4 лютого 1920.
Після програшу на виборах Ліберальної партії Венізелоса Кафантаріс залишив країну та виїхав спочатку до Франції, а потім — до Італії.
Повернувся на батьківщину лише після поразки греків у війні в Малій Азії. Одразу ж отримав пост міністра юстиції. 19 лютого 1924 року Венізелос подав у відставку з посту прем'єр-міністра за станом здоров'я та назвав своїм наступником Кафантаріса. Останній обіймав пост глави уряду майже місяць, але потім вийшов у відставку після спроби замаху на нього. Його наступником став Александрос Папанастасіу.
Кафантаріс перебував в опозиції до режиму Теодороса Пангалоса, а після усунення останнього від влади був членом кількох наступних кабінетів на посаді міністра фінансів.
Помер в Афінах 1946 року, похований на Першому афінському цвинтарі.